# António Maria Correia de Sá e Benevides Velasco da Câmara, 8.º visconde de Asseca

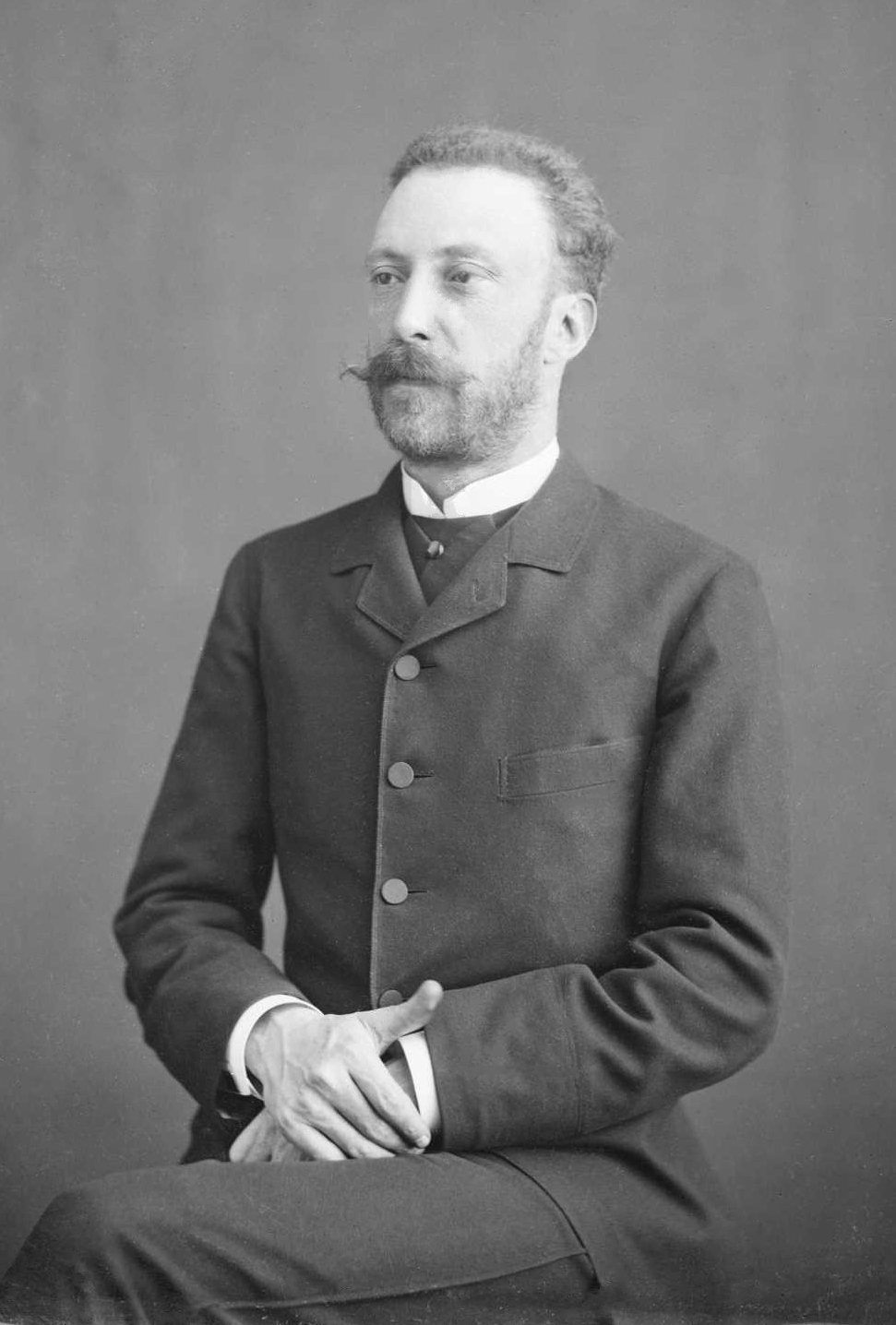
O Visconde de Asseca, fotografado por Alfred Fillon (1868)

António Maria Correia de Sá e Benevides Velasco da Câmara (4 de Agosto de 1840 - 15 de Maio de 1910), 8.º visconde de Asseca, Fidalgo da Casa Real, Par do reino, almotacé-mor e Camarista de príncipe herdeiro D. Luís Filipe.
Foi doutor em ciências políticas e administrativas pela Universidade de Lovaina (Bélgica).

## Dados Genealógicos
Nascido na freguesia de Santos-o-Velho, em Lisboa, era filho do 7.º visconde de Asseca, Salvador Correia de Sá Benevides Velasco da Câmara, e de D. Mariana de Sousa Botelho Mourão e Vasconcelos, filha do 1. conde de Vila Real.
Casou a 1.ª vez, a 8 de Fevereiro de 1872, com:
- D. Leonor Maria Pinto de Soveral, filha de Eduardo Pinto Soveral, fidalgo da Casa Real e ministro plenipotenciário de Portugal, e de D. Maria da Piedade Pais de Sande e Castro.

Filhos:
- Maria da Piedade Correia de Sá casada com João Pinto Leite, 3º visconde dos Olivais.
- Salvador Correia de Sá Benevides Velasco da Camara, 9º visconde de Asseca casado com Carolina Maria Matilde Corrêa Henriques.
- Eduardo Correia de Sá casado com D. Maria Carlota Ribeiro da Silva de Bragança.

Casou 2.ª vez, em 15 de Dezembro de 1888, com:
- D. Maria Rita de Castelo Branco, dama de honor da rainha D. Maria Pia e viúva do 5.º marquês de Pombal, e filha de brigadeiro D. João de Castelo Branco.

Sem descendência deste casamento.